# Miroslav Němeček (ragbista)
Miroslav Němeček (23. května 1980, Praha) je bývalý český ragbista, který hrál jako druhořadník. Od roku 2019 je hlavním trenérem české reprezentace.
Stal se čtvrtým Čechem, co si zahrál nejvyšší francouzskou ligu (TOP14). Také si zahrál nejvyšší ligu na Novém Zélandu za klub Taupiri RFC. Kromě Francie a Nového Zélandu hrál i v Austrálii nebo v Anglii. V roce 2013 vyhrál s klubem Oyonnax druhou francouzskou ligu. V roce 2013 a 2014 byl zvolen nejlepším českým ragbistou roku. Od roku 2019 do roku 2024 byl trenérem klubu RC Mountfield Říčany, se kterým v letech 2021–2024 vyhrál čtyřikrát nejvyšší českou soutěž.